# Trappgitter
Trappgitter är ett optiskt transmissionsgitter som består av planparallella glasplattor, ordnade trappstegsformigt. Ett parallellt knippe av det ljus som skall undersökas får passera genom trappan. Den optiska vägskillnaden blir mycket stor mellan knippets olika delar, vilket ger gittret stor upplösningsförmåga, så att det kan skilja även mycket närliggande spektrallinjer åt. 